# Sharon Dijksma

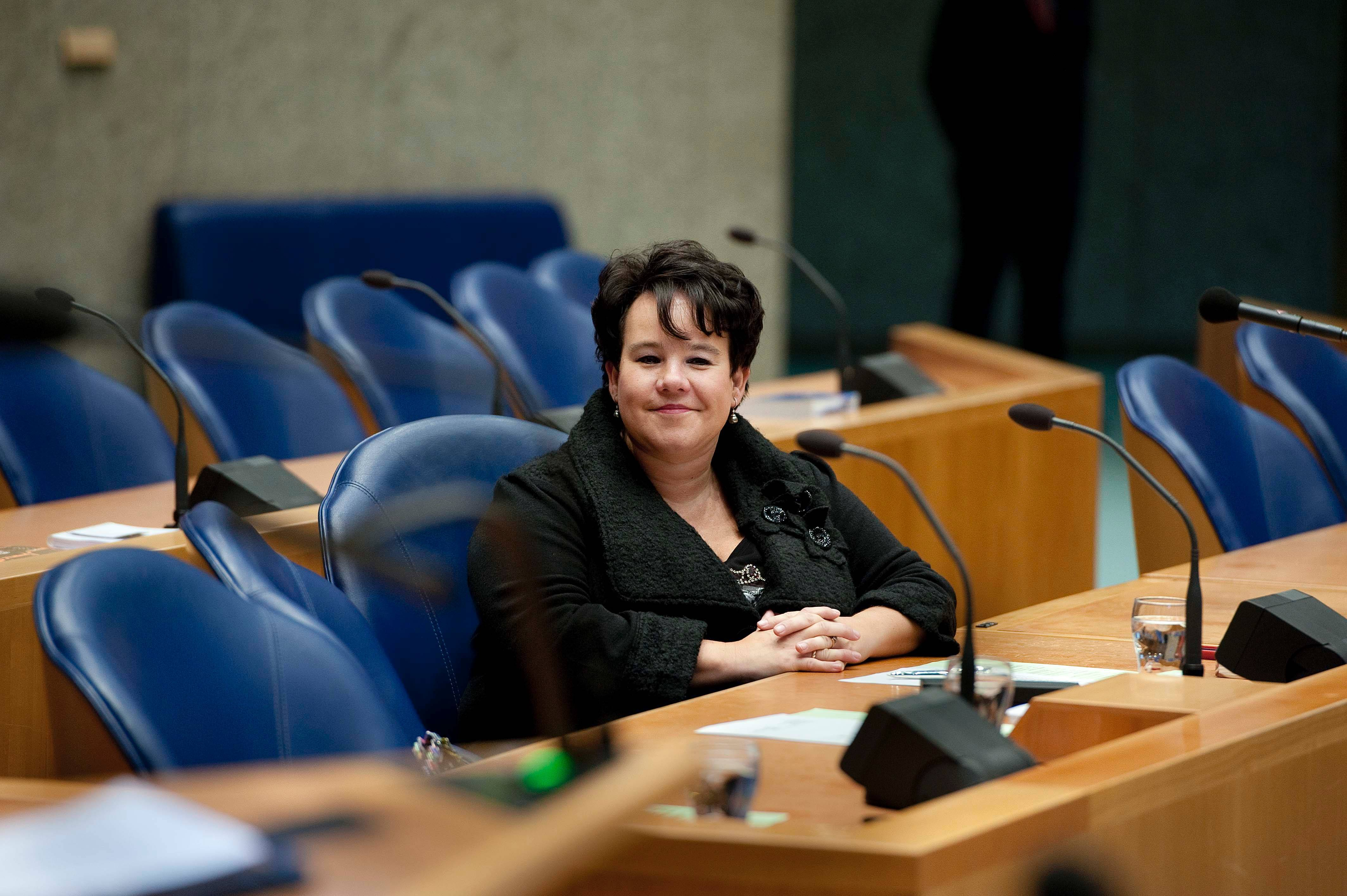
Staatssecretaris Sharon Dijksma in de Tweede Kamer (2013)

Sharon Alida Maria Dijksma (Hoogkerk, 16 april 1971) is een Nederlands politica en bestuurster. Ze is lid van de PvdA. Sinds 17 december 2020 is zij burgemeester van Utrecht. Sinds 14 juni 2023 is zij voorzitter van de Vereniging van Nederlandse Gemeenten (VNG).
Eerder was Dijksma vicevoorzitter van de VNG (2022–2023), wethouder van Amsterdam (2018–2020), staatssecretaris van Infrastructuur en Milieu (2015–2017), Economische Zaken (2012–2015) en Onderwijs, Cultuur en Wetenschap (2007–2010) en Tweede Kamerlid (1994–2007, 2010–2012 en 2017–2018).
Daarvoor was Dijksma voorzitter (1992–1994) en algemeen secretaris (1991–1992) van de Jonge Socialisten (JS).

## Studie en Jonge Socialisten
Na het behalen van haar vwo-diploma op het Kamerlingh Onnes College te Groningen studeerde Dijksma achtereenvolgens rechten aan de Rijksuniversiteit Groningen en bestuurskunde aan de Universiteit Twente, maar voltooide beide opleidingen niet. Dijksma begon haar politieke carrière bij de Jonge Socialisten, waar ze van 1991 tot 1992 als algemeen secretaris in het bestuur zat en vervolgens tot 1994 voorzitter was.

## Tweede Kamerlid

### 1994-2007
In 1994 werd Dijksma als drieëntwintigjarige gekozen als Tweede Kamerlid, op dat moment als jongste ooit. Op 17 mei dat jaar werd ze beëdigd. Ze hield haar maidenspeech bij de interpellatie over het gebruik van afvalstoffen als blendmiddel voor mariene dieselolie. In de Tweede Kamer hield ze zich bezig met onderwijs en sociale zaken. Vanaf 2003 was zij woordvoerster verkeer en ontwikkelingssamenwerking.
Na het vertrek van Marijke van Hees als voorzitter van de PvdA, stelde Dijksma zich in 2001 verkiesbaar als partijvoorzitter. Het partijcongres koos evenwel voor Ruud Koole.
Vanaf 26 oktober 2004 was Dijksma de vicefractievoorzitter van de PvdA in de Tweede Kamer, als opvolgster van Jeltje van Nieuwenhoven. In 2005 bracht ze een initiatief-nota uit over de invoering van gratis openbaar vervoer. In maart 2006 kwam ze in het nieuws, toen ze het thuisblijven van een hoogopgeleide vrouw 'kapitaalvernietiging' noemde en ervoor pleitte om deze vrouwen een deel van de kosten van hun opleiding te laten terugbetalen. Nadat hierop kritiek kwam stelde ze in een reactie dat het haar er vooral om ging dat deze vrouwen hun studieschuld aflosten. In hetzelfde interview sprak ze de ambitie uit na nieuwe verkiezingen een plek in het kabinet te krijgen.

### 2010-2012
Na de uitslag van de verkiezingen voor het Europees Parlement in 2009, waar de PvdA vier van de zeven zetels verloor, gaf Dijksma leiding aan een werkgroep die onderzoek verrichtte naar de oorzaak van het zetelverlies. Op 2 juli 2009 publiceerde ze haar conclusies. Haar kritiek op de campagne was hard. Dijksma kwam tot de conclusie dat het ongeveer aan alles ontbrak in de campagne: een heldere boodschap, een goede strategie, een gevoel van urgentie, geld, politieke sturing en overtuiging. In hetzelfde rapport stelde zij voor om de lijsttrekker voortaan te kiezen volgens het Amerikaanse model van primaries. Op bijeenkomsten zouden mensen die op een bepaalde partij willen stemmen, inspraak krijgen bij het aanwijzen van de lijsttrekker. De kandidaat-lijsttrekkers zouden hun programma dan moeten verdedigen op openbare bijeenkomsten.
Dijksma werd op 17 juni 2010 opnieuw lid van de Tweede Kamer. Op 17 januari 2012 verliet Dijksma tijdelijk de Tweede Kamer vanwege zwangerschapsverlof. Zij werd in eerste instantie vervangen door Myrthe Hilkens, die echter na het vertrek uit de Tweede Kamer van Job Cohen een vaste zetel kreeg. John Leerdam nam haar plaats in, maar werd later vervangen door Margot Kraneveldt. Dijksma nam op 8 mei 2012 haar plaats als Kamerlid weer in.
Dijksma was in 2012 kandidaat om burgemeester van Nijmegen te worden. Hoewel de voordrachtscommissie haar bovenaan de voorkeurslijst zette, koos de gemeenteraad voor de CDA'er Hubert Bruls. Op 26 april 2012 maakte Dijksma aan haar fractie bekend dat ze zich niet verkiesbaar stelde voor de Tweede Kamerverkiezingen 2012. Bij haar afscheid als Kamerlid op 20 september 2012 was Dijksma de jongste nestor ooit van de Tweede Kamer.
Na haar Kamerlidmaatschap was zij van september tot haar staatssecretariaat in december 2012 zelfstandig adviseur op het gebied van strategie en management.

### 2017-2018
Voor de Tweede Kamerverkiezingen 2017 stond Dijksma als vierde op de kandidatenlijst en werd ze verkozen voor een derde periode. Op 1 juni 2018 nam zij afscheid van de Tweede Kamer.

## Staatssecretaris van Onderwijs
Dijksma verruilde op 22 februari 2007 haar Tweede Kamerlidmaatschap voor dat van staatssecretaris van Onderwijs in het kabinet-Balkenende IV (belast met primair onderwijs en kinderopvang). Zij bleef in functie tot 23 februari 2010, toen het PvdA-smaldeel het vertrouwen in het kabinet opzegde. In 2007 presenteerde ze de Kwaliteitsagenda Primair Onderwijs Scholen voor morgen. Daarin stond vooral verbetering van het taal- en rekenonderwijs centraal. Ook wijzigde zij de Wet kinderopvang, waardoor er een nieuw stelsel van gastouderopvang kwam. De subsidie voor thuisopvang werd geschrapt, maar gastouderschap op het adres van de gastouder of het adres van de ouders van het kind bleef bestaan. Gastouders moesten wel voortaan aan een opleidingseis en kwaliteitseisen voldoen. De maximumprijs werd verhoogd van vier naar vijf euro per uur.

## Staatssecretariaten in kabinet-Rutte II
Haar afscheid in de politiek bleek slechts van korte duur. Op 18 december 2012 werd Dijksma staatssecretaris van Economische Zaken, als opvolger van Co Verdaas, die opstapte door een affaire omtrent declaraties. Dijksma hield zich als staatssecretaris vooral bezig met landbouw, natuur en voedselkwaliteit. Volgens dagblad Trouw was voor belangenorganisaties zoals Dierenbescherming, duidelijk te merken dat er sinds de komst van Dijksma op dit terrein een andere wind waaide. Nadat Wilma Mansveld op 28 oktober 2015 aftrad als staatssecretaris van Infrastructuur en Milieu, werd Dijksma op 3 november 2015 haar opvolgster.

## Wethouder van Amsterdam
Op 30 mei 2018 werd Dijksma wethouder in Amsterdam. Haar portefeuille werd verkeer, vervoer, water en luchtkwaliteit. Voor deze functie verhuisde zij met haar gezin van Enschede naar de hoofdstad. Als wethouder van Amsterdam kreeg Dijksma te maken met jarenlange achterstallig onderhoud aan kades en bruggen. Er werd 450 miljoen euro gereserveerd voor de renovatie hiervan. Naast wethouder was ze ook voorzitter van de Vervoerregio Amsterdam.

## Burgemeester van Utrecht

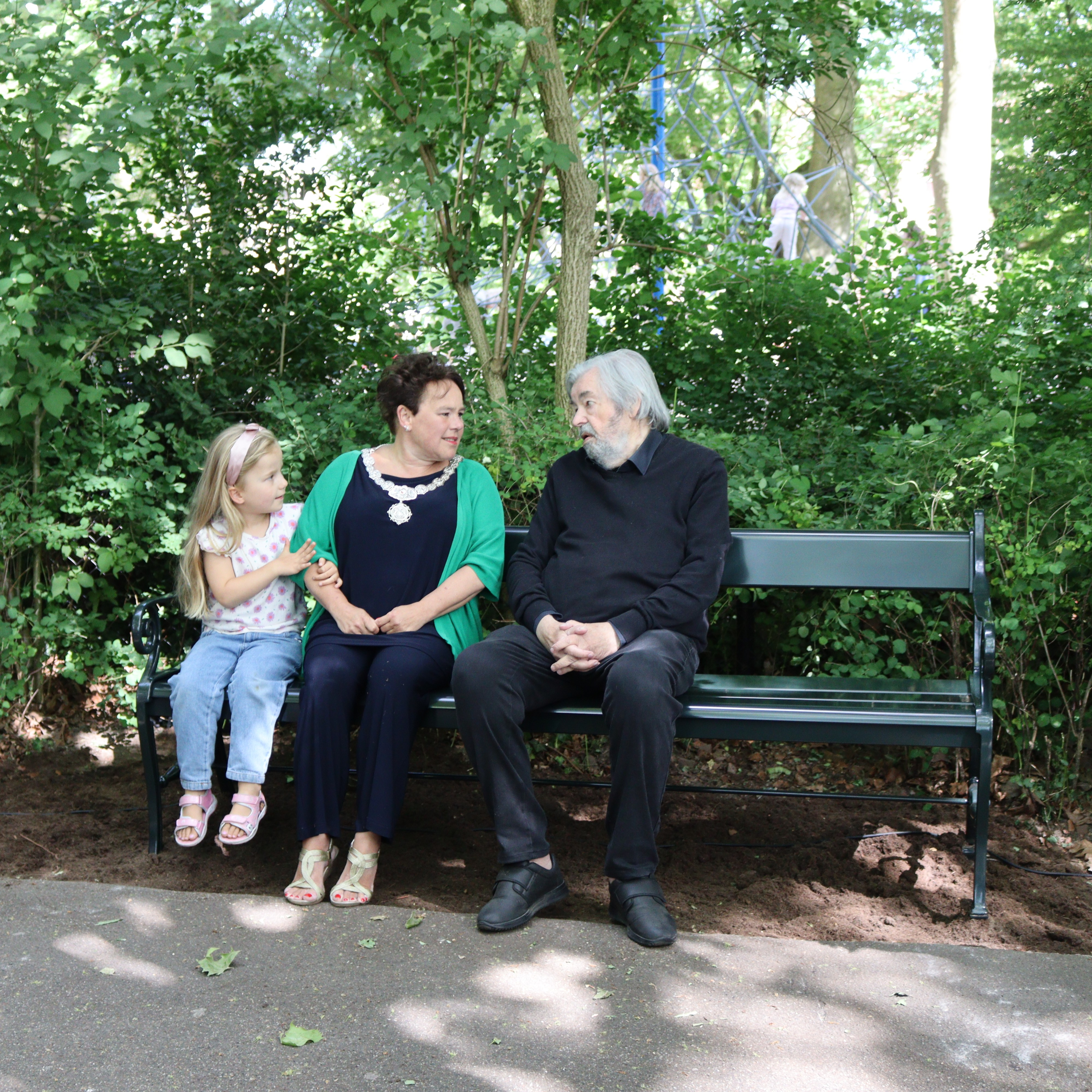
Dijksma en Maarten van Rossem bij de onthulling van het aan hem opgedragen bankje in het Wilhelminapark, 2025

Op 10 november 2020 werd Dijksma door de gemeenteraad van Utrecht voorgedragen als 332e burgemeester van deze gemeente. Ze werd vervolgens op 17 december middels koninklijk besluit benoemd. Dijksma werd op 16 december 2020 geïnstalleerd en beëdigd.
In haar portefeuille heeft Dijksma openbare orde en veiligheid (inclusief mensenhandel en drugscriminaliteit), handhaving, ombudszaken, burgerzaken en internationale zaken en regionale samenwerking. Als burgemeester van Utrecht is zij regioburgemeester van de Regionale Eenheid Midden-Nederland, voorzitter van de Veiligheidsregio Utrecht, auditeur van rekening van de Fundatie van Renswoude, bestuurslid van De Winter-Heijnsiusstichting, superintendent van het Evert Zoudenbalchhuis en voorzitter van de Economic Board Utrecht.
In juni 2022 werd Dijksma benoemd tot speciaal gezant voor het stedelijk adviesorgaan van de Verenigde Naties. Daarnaast is zij bestuurslid van Stichting MIND Us. Verder is zij ambassadeur, beschermvrouwe en lid van comités van aanbeveling van diverse organisaties.
Eind oktober 2022 werd Dijksma voorgedragen als kandidaat-voorzitter van de Vereniging van Nederlandse Gemeenten (VNG) vanaf juni 2023 voor een termijn van 4 jaar als opvolger van Jan van Zanen. Tijdens de algemene ledenvergadering (ALV) op 2 december dat jaar werd hiermee ingestemd door de leden. In de tussentijd fungeerde zij van 2 december 2022 tot 14 juni 2023 als vicevoorzitter van de VNG als opvolger van Hubert Bruls. Op 14 juni dat jaar werd zij voorzitter van de VNG. Mark Boumans volgde haar op als vicevoorzitter van de VNG.

## Persoonlijk
Dijksma is getrouwd en heeft een zoon en twee dochters.
- International Standard Name Identifier: 0000 0003 9578 6837
- Nederlandse Thesaurus van Auteursnamen: 174727844
- Parlement.com: vg09lll5uqzx
- Virtual International Authority File: 290601000
- WorldCat: E39PBJy4h6bMb8CRCmByg3fXh3